# Nikotina KF
Higino Jorge Eusébio Fumo (Maputo, 3 de maio de 1992), mais conhecido como Nikotina KF, é um rapper moçambicano.

## Biografia
Nikotina KF nasceu no bairro Ferroviário, na cidade de Maputo e desde jovem se interessou pelo rap, influenciado por amigos como 2Shot, T-Mac, X.Sam, e por rappers como Duas Caras e Hernâni da Silva Mudanisse. Em 2002, fez seu primeiro freestyle. Em 2005, mudou-se para a cidade de Pemba, onde teve sua primeira atuação em palco. Em 2007, gravou a sua primeira música e, em 2009, já havia conquistado vários troféus na arena de freestyle. Em 2010 apresentou-se pela primeira vez na televisão e na Rádio Moçambique. Em 2012, as suas apresentações no programa "Hip-hop Cara Cara" renderam-lhe o título de "Moz Freestyle King".

## Música
Nikotina KF colaborou com artistas do cenário rap de Moçambique, como Duas Caras, Hernâni da Silva e Dygo Boy. Também lançou músicas próprias, entre estas "Tio Polícia", em 2017, e "Ametramo", em 2022.
Em 2020, lançou o seu álbum de estreia, "Pela Família", com colaborações de vários artistas moçambicanos, incluindo Mana Lazer, Mauro Flow, Suky & Jay Argh, Jafete Sitoe, Marry Lee, Hernâni da Silva, Trovoada e Djunny. O álbum é composto por 15 músicas.
Em janeiro de 2024, Nikotina KF lançou a música "Eleições são um Meme", em que o cantor explora um estilo de Rap Soul com mensagens de crítica social.
Em Dezembro de 2024, com o produtor Djunny Beatz disponibilizou a música Pray For Moz e, ainda no mesmo mês, lançou mais uma música a solo intitulada Turbo V8, a qual foi produzida por Marcelo Lopez.
Nikotina KF é conhecido por suas diversas mixtapes, que incluem "Tolerância Zero", "Business da Nigéria" e seu mais recente lançamento, a mixtape intitulada "Feliciano Da Câmara". Além dessas, ele também lançou as mixtapes "De Propósito", "Última Tape I", "Última Tape II" e "Bicho do Mato".

## Áudios-seriados
Nikotina KF lançou em 2020 uma série de áudio intitulada "História da Tânia". A iniciativa foi inovadora no cenário musical nacional.
Em 2021, lançou uma nova série, "O Julgamento", em que aborda o julgamento relacionado às "Dívidas Ocultas". A série se desenrola ao longo de 45 dias, com transmissão em cadeias televisivas nacionais e internacionais, diretamente da Cadeia de Máxima Segurança da Machava, conhecida como B.O.

## Obras literárias
O rapper é autor de contos literários como "A História de Jéssica" e "Quem Matou o Benny".

## Recordes
Nikotina KF realizou o freestyle mais longo da história do hip-hop em Moçambique, rimando sem interrupções durante uma hora no programa Fred Jossias Show, transmitido pela TV do Futuro. Também lançou a mixtape mais extensa já produzida nos PALOP.